# Історія пошти і поштових марок Азербайджану

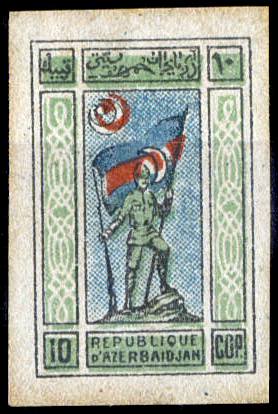
Перша марка Азербайджанської ДР, 1919

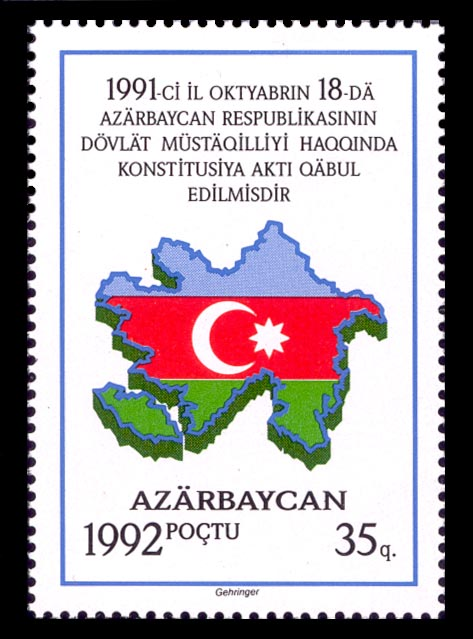
Перша марка Азербайджану, 1992

Історія пошти і поштових марок Азербайджану підрозділяється на періоди, відповідні поштових систем держав, у складі яких перебувала територія сучасного Азербайджану (Російська імперія, СРСР), самостійних державних утворень початку XX століття і незалежної Азербайджанської Республіки (з 1992).
Історія пошти Азербайджану бере початок в епоху Сефевідів. Однак основний розвиток пошти припало на XIX—XX століття, коли Азербайджан входив до складу Російської імперії, а потім був однією з союзних республік Радянського Союзу. З розпадом СРСР у незалежному Азербайджані настав тимчасовий занепад розвитку поштового зв'язку. З 1992 року виходять власні поштові марки Азербайджанської Республіки, а з 1993 року вона є членом Всесвітнього поштового союзу (ВПС).

## Ранній період

### Іранське правління
Зародження поштового зв'язку на території сучасного Азербайджану відноситься до найдавніших часів, коли для обміну письмовою інформацією використовувалися гінці, вістові, верблюжі каравани і інші способи повідомлення.
В 1501 році шахеншах Ірану Ісмаїл I заснував державу Сефевідів, у якому за його розпорядженням була влаштована регулярна державна пошта допомогою гінців, що діяла і на азербайджанських землях.

### У складі Російської імперії

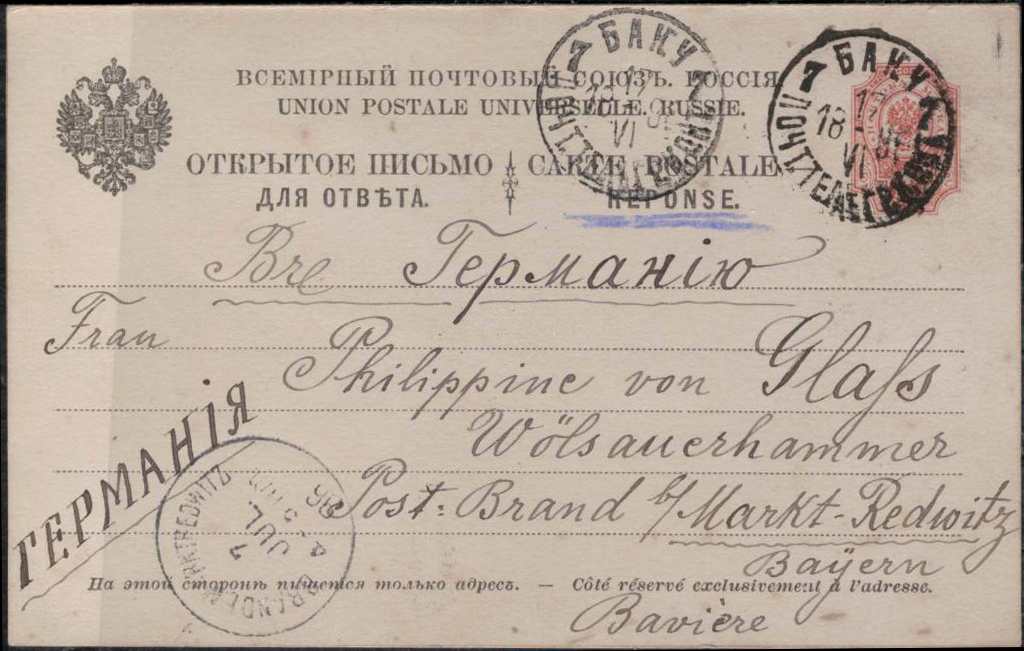
Відкритий лист з Баку до Німеччини (1896)

Сучасна поштова служба в Азербайджані стала розвиватися на початку XIX століття, у складі Російської імперії. Перша поштова контора була відкрита в 1818 році в Єлизаветполі (нині Гянджа). У 1826 році в Баку була заснована поштова експедиція. Потім поштові контори з'явилися в Кубі, Нахічевані, Шуші, Шемахе, Ленкорани, Нухе (нині Шекі) і в Сальяні. У 1846 році в Баку було організовано Управління поштової пароплавства для систематичної морської поштового зв'язку між Баку і Астраханню.
У 1863 році був утворений Кавказький поштовий округ, до складу якого входило і Управління пошти Баку. Поштове повідомлення в Азербайджані стимулювалося також початком експлуатації залізничних ліній Баку—Тбілісі (1883) і Баку—Дербент (1900).
У 1901 році була створена Бакинська поштово-телеграфна контора у складі управління Тіфлісського поштово-телеграфного округу; вона проіснувала до 1916 року, потім була ліквідована, і замість неї створено окремі поштово-телеграфні контори.
Разом з тим, розвиток поштового зв'язку в Азербайджані, як і на інших віддалених територіях Російської імперії, залишалося слабким. Наприклад, в 1913 році на території Азербайджану налічувалося лише 69 поштово-телеграфних фахівців, або 0,9 % від загального їх числа в поштово-телеграфних установах імперії.
Для оплати поштових відправлень в XIX столітті, коли Азербайджан перебував у складі Російської імперії, використовувалися марки та інші поштові знаки Російської імперії.

## Азербайджанська Демократична Республіка

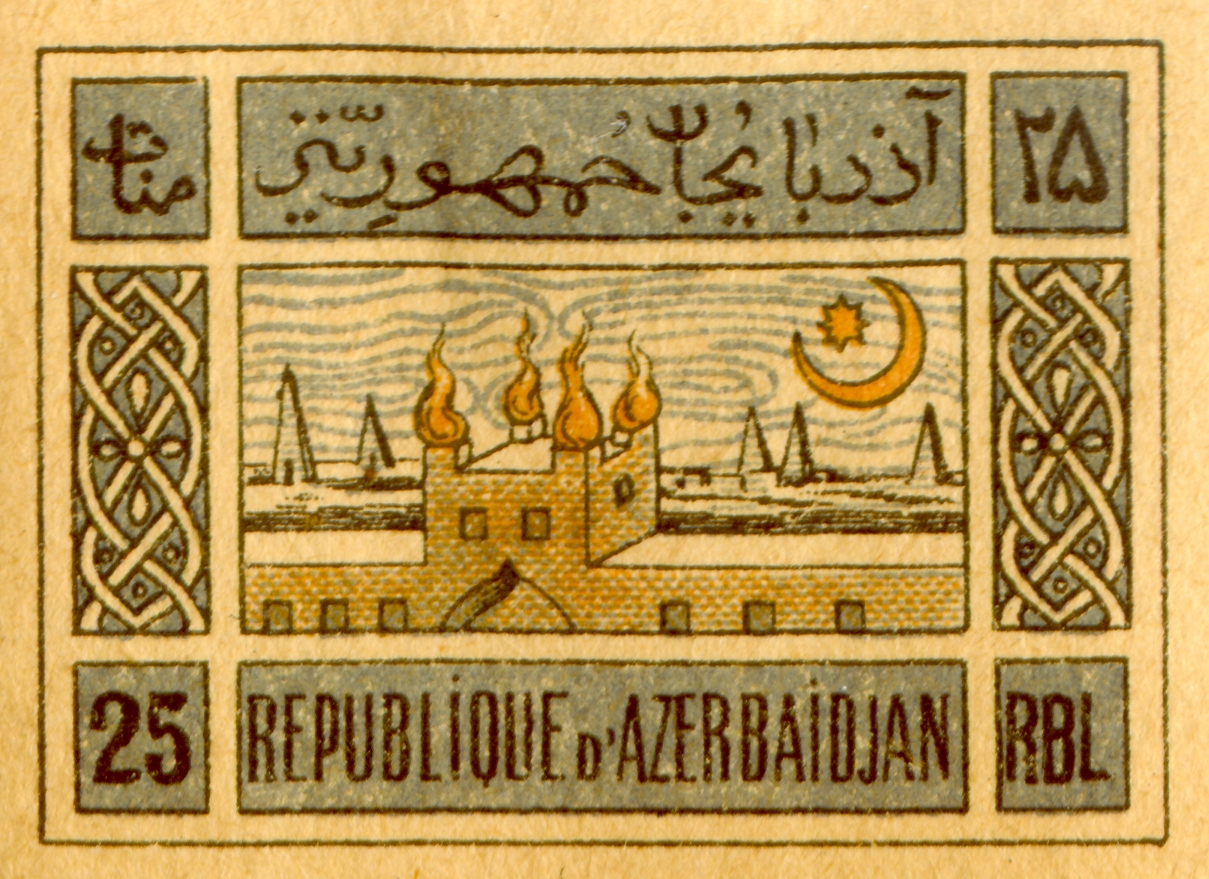
Поштова марка Азербайджану, 1919

Азербайджанська Демократична Республіка (АДР) була проголошена 28 травня 1918. Після встановлення незалежності Азербайджану та створення тимчасового уряду АДР, у травні 1918 року було засновано Міністерство доріг, пошти і телеграфу, а в жовтні того ж року — Міністерство пошти і телеграфу Азербайджанської Республіки.
Для поштових потреб АДР 20 жовтня 1919 була випущена перша серія стандартних марок. На десяти мініатюрах були зображені: азербайджанський воїн (аскер), який тримає в одній руці гвинтівку, а в іншій — прапор АДР; селянин з серпом при променях вранішнього сонця; середньовічний Баку (фортеця, за стіною якої силует палацу Ширваншахов з мінаретом), монастир і храм вогнепоклонників «Атешгях» у Сураханах. Розробка проектів перших азербайджанських марок була доручена старшому чиновнику особливих доручень Міністерства пошт і телеграфів, художнику Зейналов Гаджіге огли Алі-заде. Вони були віддруковані на білому папері літографським способом, без зубців, написи на них дано на азербайджанському (арабською в'яззю) та французькою мовами. Замовлення на виготовлення перших поштових марок був направлений до Азербайджанської експедицію заготовляння державних паперів і по її вирішенню розміщений в хромолітографію «Товариства А. М. Дагесова і П. К. Залінова». Особливістю всього випуску є незначні відмінності у відтінках марок, а також зрушення додаткових кольорів. Марки мають ряд різновидів кліше і друкарських помилок.
Всі марки серії були в поштовому обігу і після встановлення Радянської влади в Азербайджані.

## Період Азербайджанської РСР

### Самостійні емісії

#### Випуски 1920—1921 років

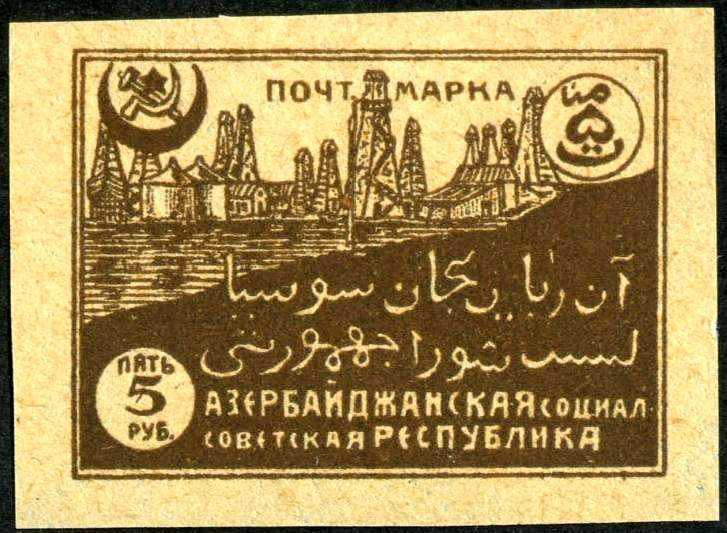
Поштова марка Азербайджанської РСР, 1921

У ніч на 28 квітня 1920 року в Азербайджані була відновлена Радянська влада і проголошена Азербайджанська Радянська Соціалістична Республіка. З 10 листопада поряд з марками АДР у поштове звернення надійшли ощадні марки Росії з стократному номіналом (1 копійка=1 рублю). Оскільки такий захід не вирішила проблему потреби в марках, з грудня 1920 до квітня 1921 випускалися повтори поштових марок АДР на сірої та білої папері різної товщини.
Перша емісія Азербайджанської РСР відбулося 1 жовтня 1921 року. Це була серія з 15 беззубцових марок різних номіналів, віддрукована літографським способом на сіруватою папері. Частина марок була витримана в революційно-пропагандистському тематичному ключі — символ союзу робітників і селян, будівля азербайджанського ревкому (нині — Азербайджанський державний музей мистецтв імені Рустама Мустафаєва; азерб. Rüstəm Mustafayev adına Azərbaycan Milli İncəsənət Muzeyi); на інших були зображені пам'ятники середньовічної архітектури Азербайджану та історія нафтової промисловості республіки — фонтануюча нафтова свердловина, панорама нафтових промислів, мінарет мечеті «Джума», «Дівоча вежа», пам'ятник архітектури «Діванхане». Вся серія повинна була надійти в обіг 1 жовтня 1921, однак марки вийшли не одночасно. Через інфляцію та підвищення поштових тарифів марки з номіналами від 1 до 25 рублів на офіційне звернення не надходили.

#### Поштово-благодійний випуск

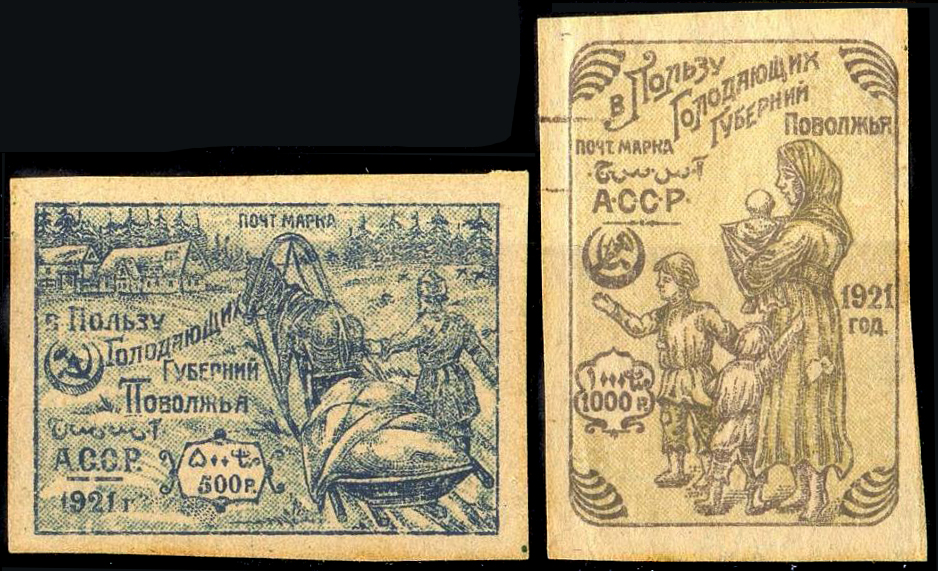
Поштово-благодійні марки Азербайджанської РСР (1921) на користь голодуючих губерній Поволжя

22 жовтня 1921 були випущені дві поштово-благодійні марки на користь голодуючих губерній Поволжя. Марки були віддруковані літографським способом на сіруватою папері, накладом по 2 500 000 штук кожна. На них були зображені селянин, що везе на санях продовольство голодуючим, і жінка з дітьми (голодуюча сім'я). Протягом тижня з 22 по 29 жовтня доходи від реалізації марок надходили на користь голодуючих. У деяких поштових відділеннях районів Азербайджану ці марки використовувалися для оплати поштової кореспонденції і після «Тижня допомоги голодуючим», але доходи від них надходили вже на користь поштового відомства. Такі марки у гасінні вигляді, і особливо на листах, дуже рідкісні. Автор всіх марок Азербайджанської РСР — бакинський графік-сатирик Б. Р. Телінгатер (Бено).

#### Переоцінка поштових марок
У 1922 році на діяльність пошти був поширений госпрозрахунок. Це призвело до змін поштових тарифів. 15 січня Совнарком Азербайджанської РСР затвердив нові такси. У цей же день була проведена перша переоцінка марок без накладення грифа: 150 — у 7500 рублів, 400 — в 17 500 рублів, 300 — в 50 000 рублів і 5000 — у 70 000 рублів. При цьому для боротьби зі зловживаннями на марках були вироблені «умовні» надпечатки, що засвідчують переоцінку марок, наприклад, «Бакинський П. К.», «Баку / Прийнято» та інші. Друга «умовна» переоцінка поштово-благодійних марок Азербайджану була зроблена 3 березня 1922, третя — 15 квітня 1922 року, четверта — в листопаді 1922 року.
Далі у зв'язку зі знеціненням грошей виникла необхідність у неодноразової централізованої переоцінці поштових марок за допомогою нумерують. Перша нумераторні переоцінка поштових марок Азербайджану була проведена 20 травня друга — 15 листопада 1922 року.

#### Перші авіапоштовій рейси
За даними азербайджанського інформаційного агентства «Азадінформ», перший політ поштової літака на території Азербайджану відбувся в 1921 році — на 2 роки раніше початку пасажирського авіасполучення.

### У складі Радянського Союзу

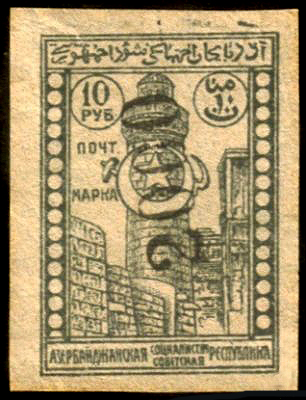
Поштова марка Азербайджанської РСР (1923) з нумераторні переоцінкою

12 березня 1922 Азербайджанська РСР увійшла в Закавказьку Соціалістичну Федеративну Радянську Республіку (ЗСФРР), яка в подальшому була включена до складу Радянського Союзу. Закавказький Народний комісаріат пошти і телеграфів ввів після проголошення ЗСФСР з 5 січня 1923 єдині поштові тарифи. Це зумовило необхідність проведення чергової, третьої, переоцінки поштових марок, яка була проведена 9 січня 1923. Через виробленого в липні 1923 чергового підвищення поштових тарифів та відсутності єдиних марок ЗСФСР виникла необхідність випуску марок Азербайджану з новими нумераторні надпечаткамі. Для цього були використані залишки марок АДР, випущених вже в радянський час.
З 15 вересня 1923 на території Азербайджану були введені марки ЗРФСР, а з 1 січня 1924 року — єдині знаки поштової оплати СРСР. При цьому з 1 лютого 1924-го всі марки Азербайджану та ЗРФСР були анульовані. У 1936 році Азербайджанська РСР стала самостійною союзною республікою.
Після приєднання до Радянського Союзу поштовий зв'язок Азербайджану, як і інших радянських республік, отримала подальший розвиток. При цьому була пророблена велика робота:
- з розвитку мереж підприємств зв'язку,
- щодо збільшення поштових перевезень і їх здійсненню допомогою авіаційного та автомобільного транспорту,
- в області механізації і автоматизації поштового зв'язку.[1]

У 1954 році було створено Міністерство зв'язку Азербайджанської СРСР, до питань якого відносилося і розвиток пошти.
До 1991 року на території Азербайджану для поштової оплати використовувалися поштові марки СРСР. Серед них були випущені близько 60 поштових марок із зображенням видатних діячів, архітектури, фауни та іншими сюжетами, пов'язаними з Азербайджаном.

Азербайджан на поштових марках СРСР
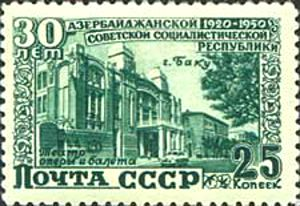
1950: 30 років Азербайджанської РСР. Баку. Театр опери та балету. Художник В. Андрєєв
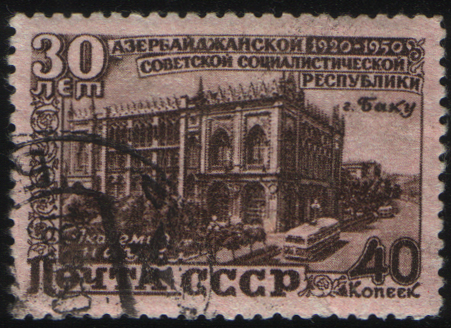
Те ж. Академія наук
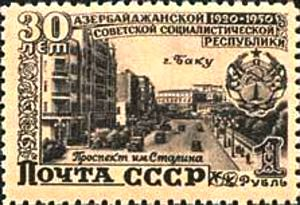
Те ж. Проспект Сталіна
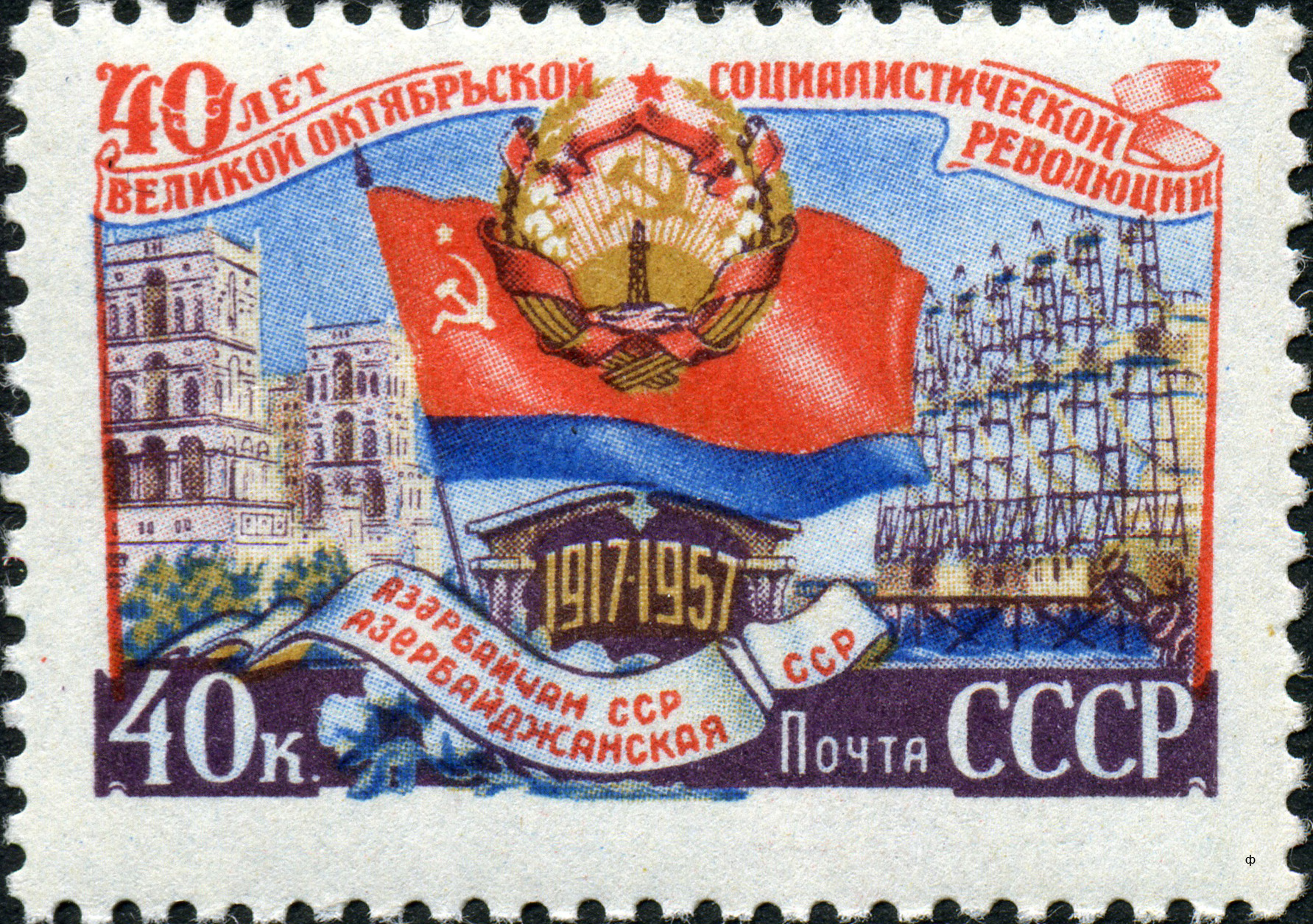
1957: 40 років Жовтневої революції. Азербайджанська РСР. Нафтові вишки. Художник А. Зав'ялов
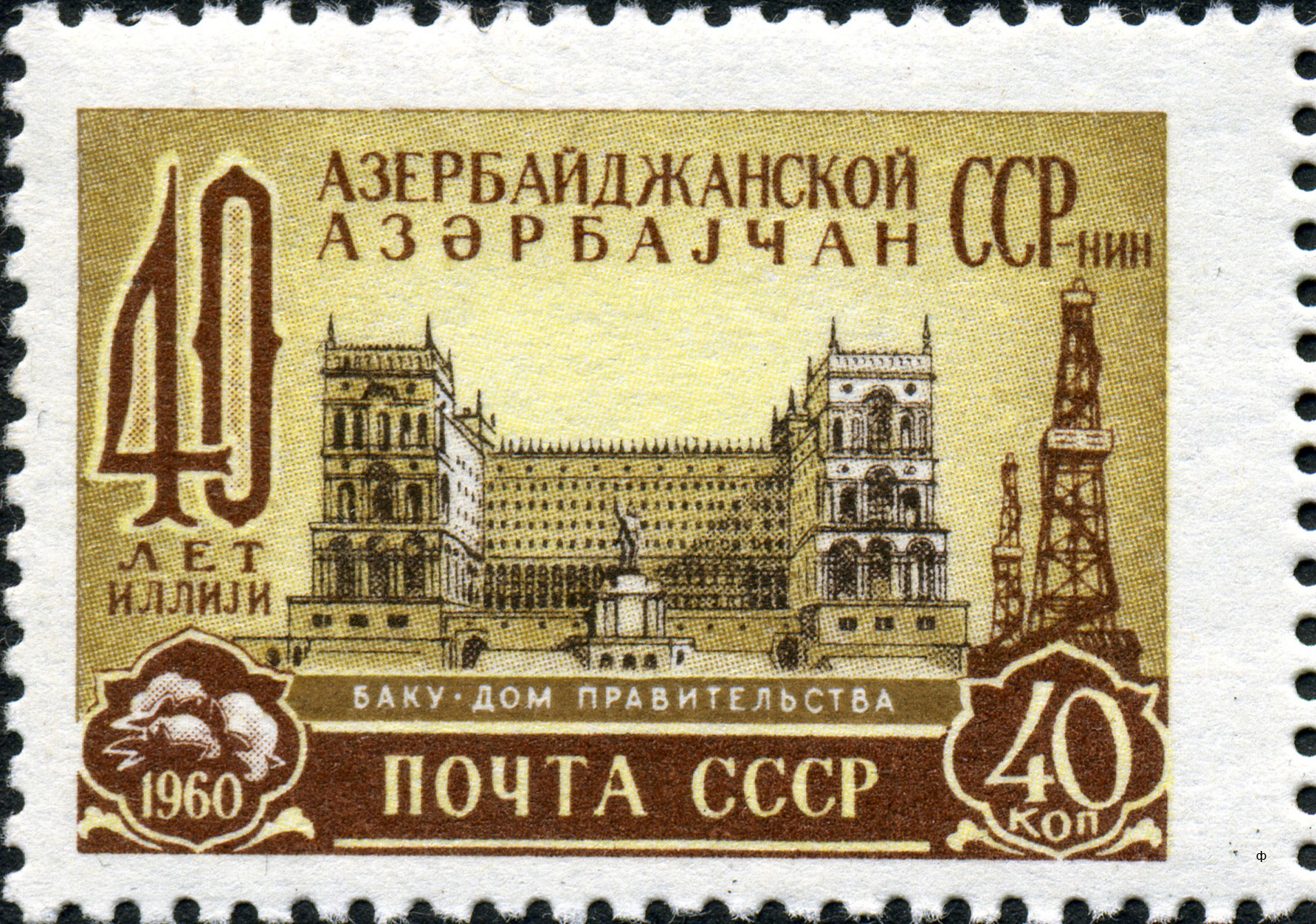
1960: 40 років Азербайджанська РСР. Баку. Будинок уряду. Художник М. Сухов
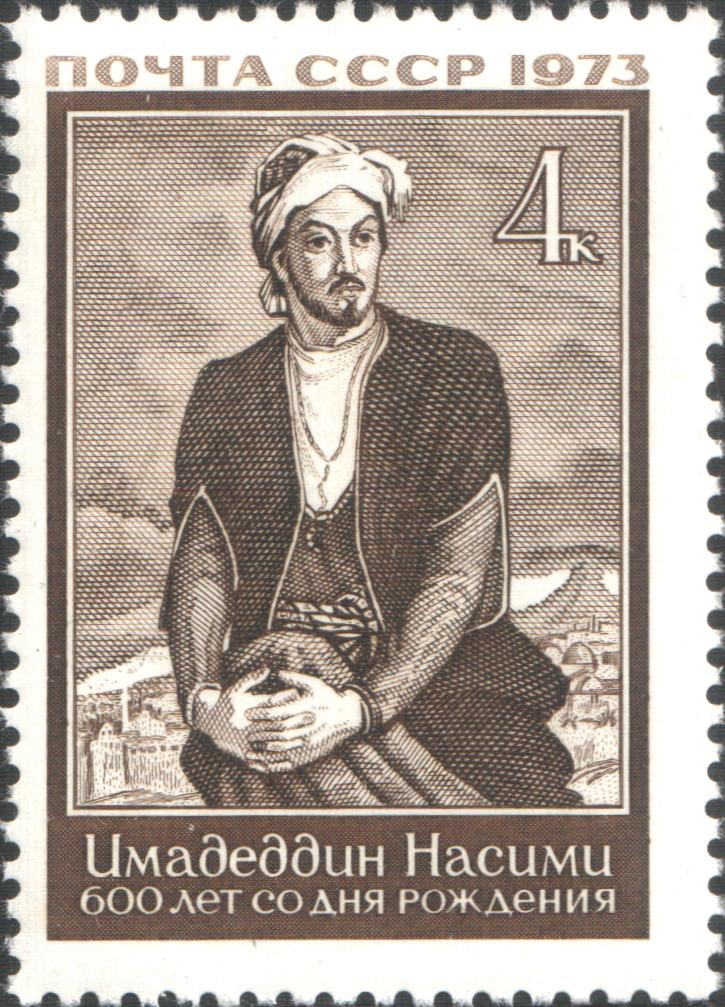
1973: Насімі. Художник В. Піменов
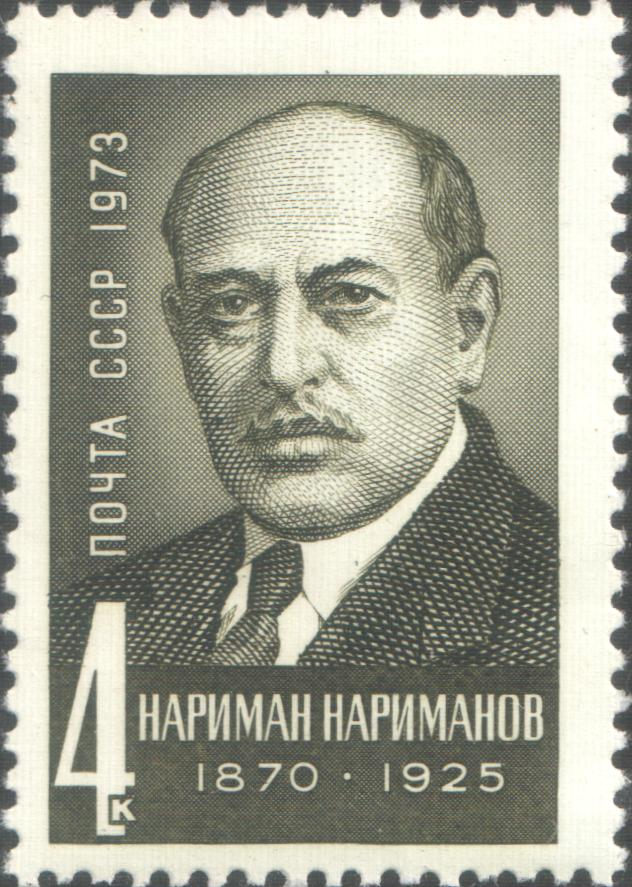
1973: Н. Н. Наріманов. Художник Є. Аніскін
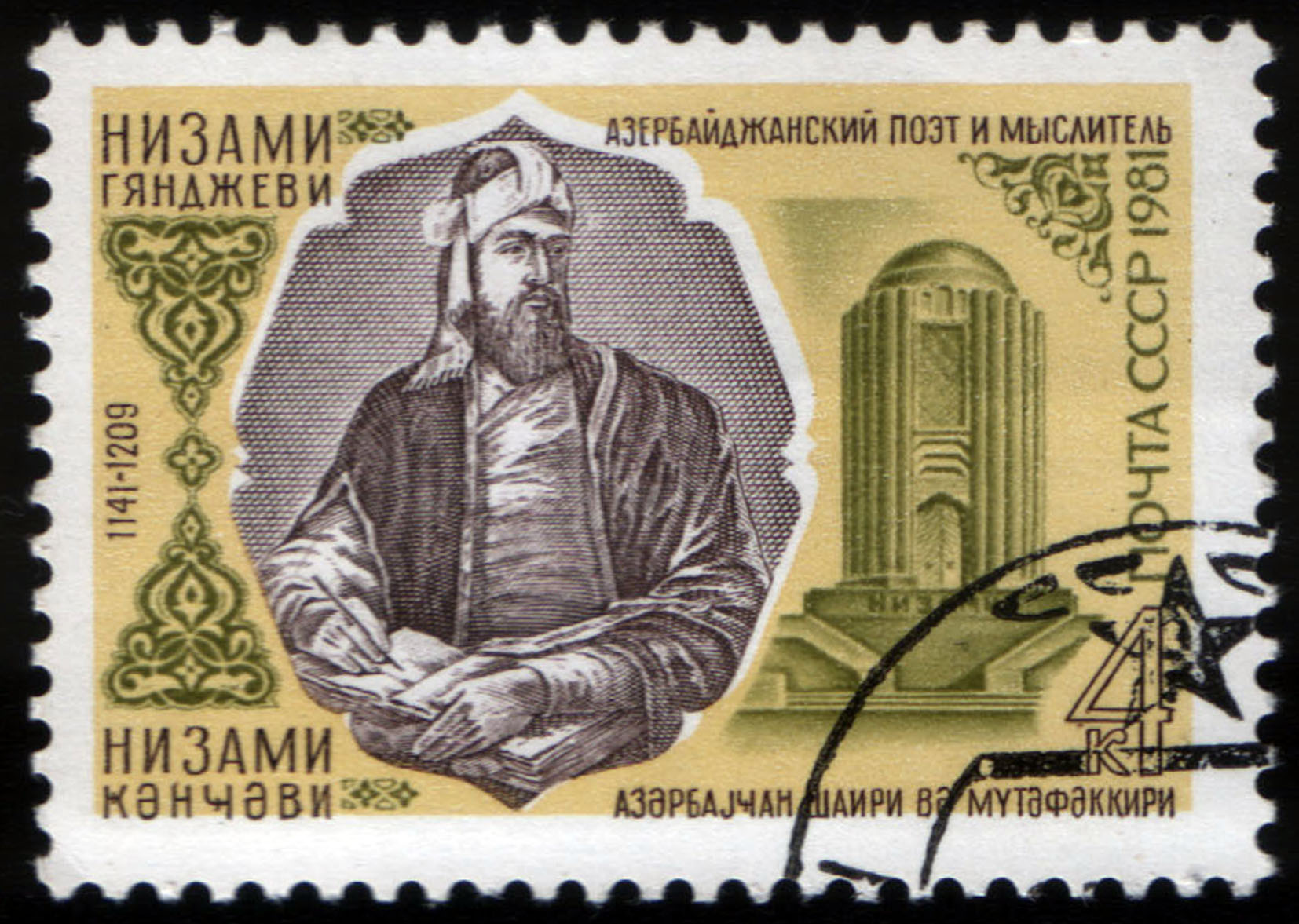
1981: Нізамі Гянджеві. Художник Ю. Бронфенбренер
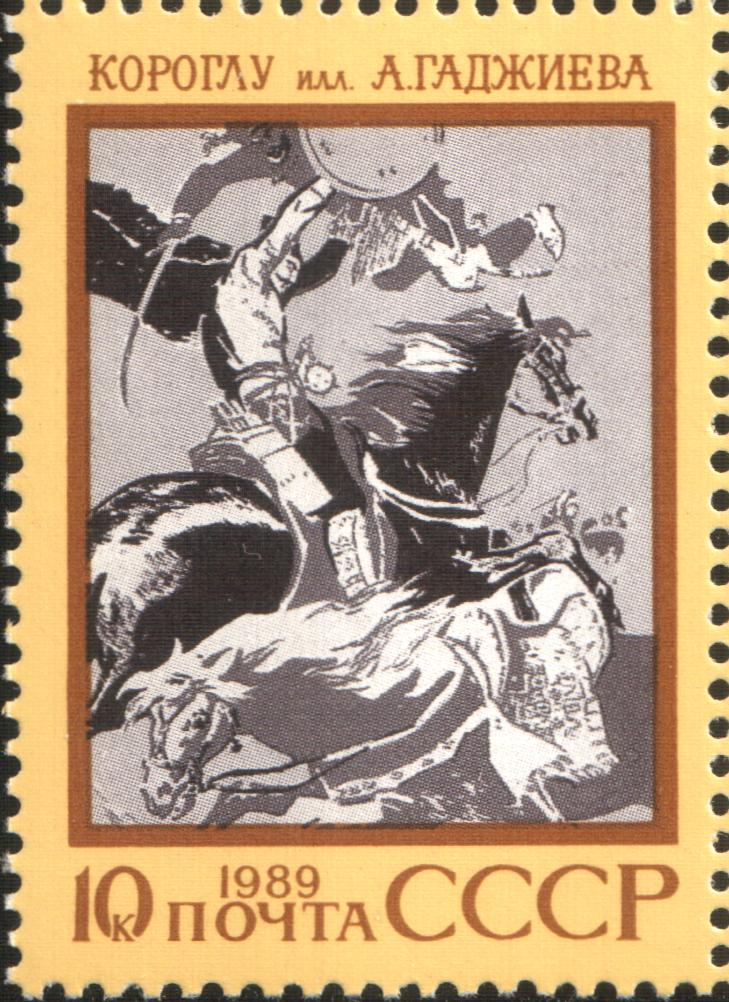
1989: азербайджанський епос «Кероглу». Художник И. Мартинов
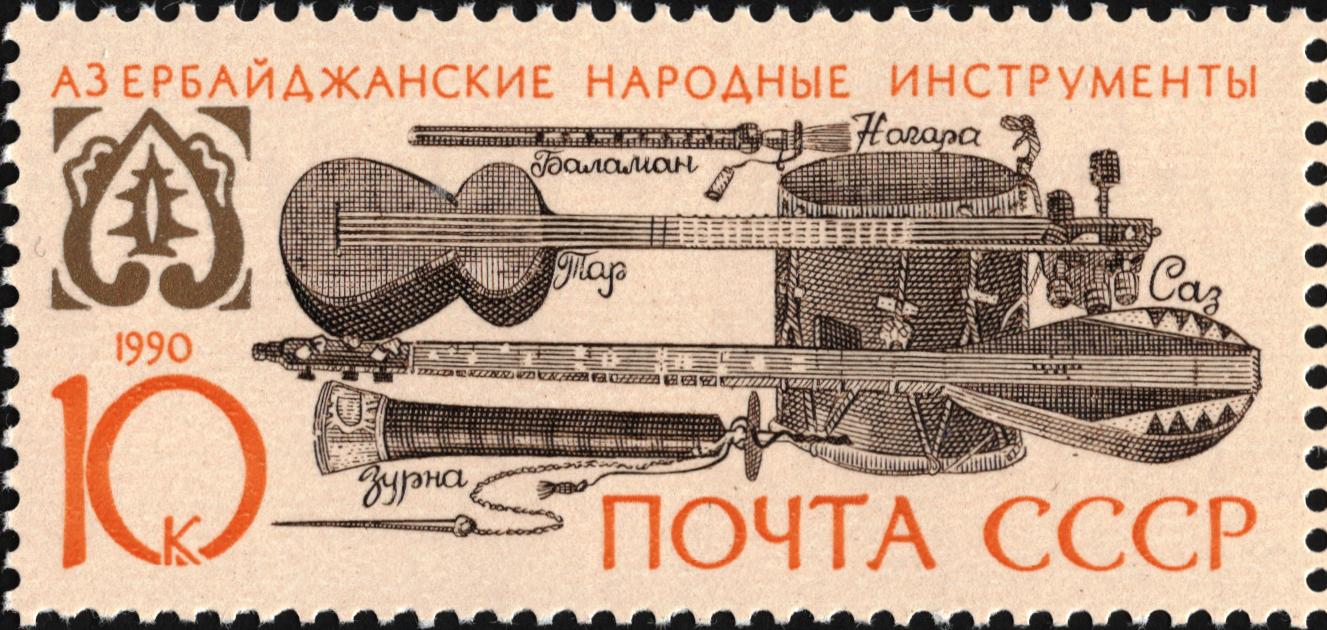
1990: азербайджанські народні інструменти. Художник А. Плетньов
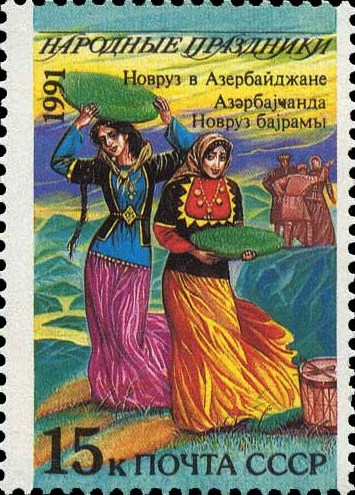
Із серії «Народні свята» (1991): Наврез в Азербайджані. Художник А. Яцкевич
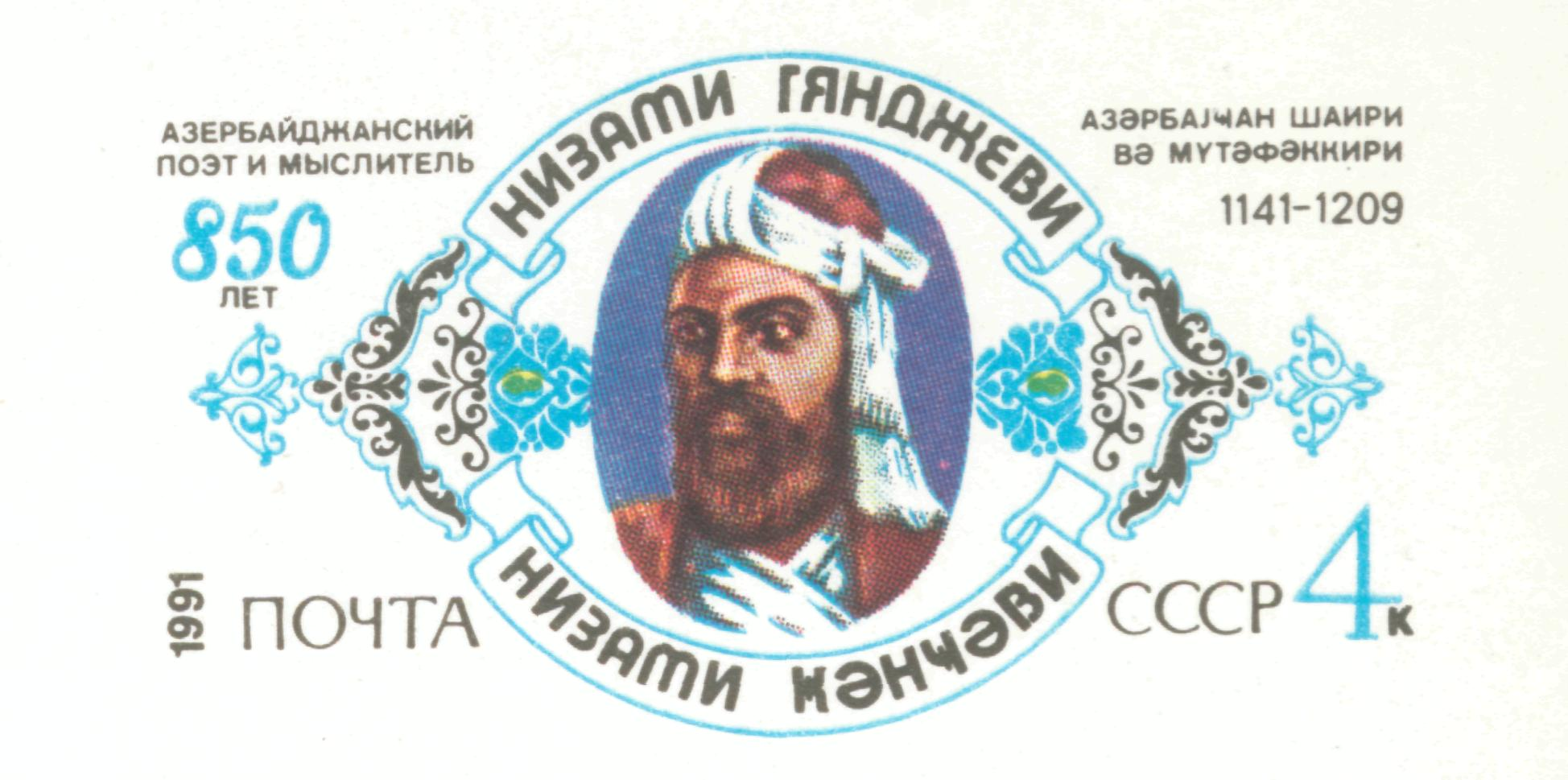
Оригінальна марка на односторонній поштовій картці (1991): 850 років Нізамі Гянджеві. Художник М. Слонов

## Сучасність

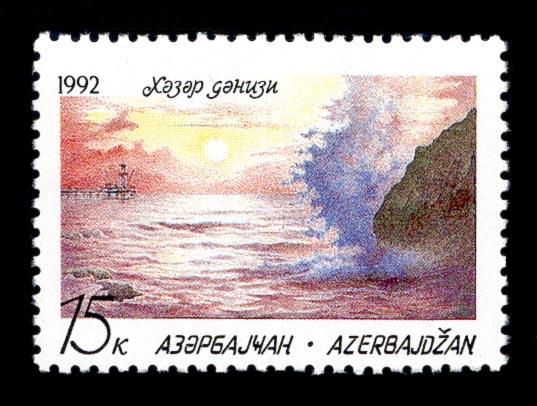
Перша поштова марка незалежного Азербайджану «Каспійське море», 1992. Художник Ю. Арціменев

### Розвиток поштового зв'язку Азербайджану
Після проголошення незалежності країни 18 жовтня 1991 і розпаду Радянського Союзу в грудні 1991 року в Азербайджані спостерігався занепад у сфері поштових послуг, який тривав до 1997 року.
Новий етап розвитку поштового зв'язку в країні почався 1 січня 1997 року, коли поштова система була відокремлена від електрозв'язку і стала функціонувати як самостійне відомство. Цьому сприяли затверджена в березні 1997 року короткострокова «Програма відродження та розвитку» і прийнята в грудні того ж року «Концепція розвитку поштового зв'язку на 1998—2003 роки».
У 1998 році відбулося розширення сфери поштових послуг, що надаються Виробничим об'єднанням «Азерпочта» («Azərpoçt»), за рахунок створення Підприємства зв'язку «Azerekspresspoçt» та Центру технічних послуг.
29 вересня 1999 об'єднання «Азерпочта» отримало статус державного підприємства (ДП), яке з 2000 року є рентабельним.
У 2002 році були розроблені та затверджені «Правила поштового зв'язку», а в 2004 році президент Азербайджану Ільхамом Алієвим був підписаний закон Азербайджанської Республіки «Про поштовий зв'язок». Закон визначає правові, економічні, організаційні основи діяльності в галузі поштового зв'язку, регулює відносини між організаціями поштового зв'язку і користувачами.
Станом на 2009 рік, у віданні національного поштового оператора ДП «Азерпочта» перебували 74 поштових філії та поштових вузла, 1513 поштових відділень, 144 поштових агентства і 195 машин різних марок для перевезення пошти. Підприємство підтримувало співпрацю приблизно з 70 країнами світу за міжнародною системою контролю над посилками IPS і з більш 60 країнами по довідковій системі посилок «Cricket».
1 квітня 1993 поштова адміністрація Азербайджану вступила до лав ВПС. Азербайджанська Республіка є також членом CEPT.

### Поштові марки незалежного Азербайджану

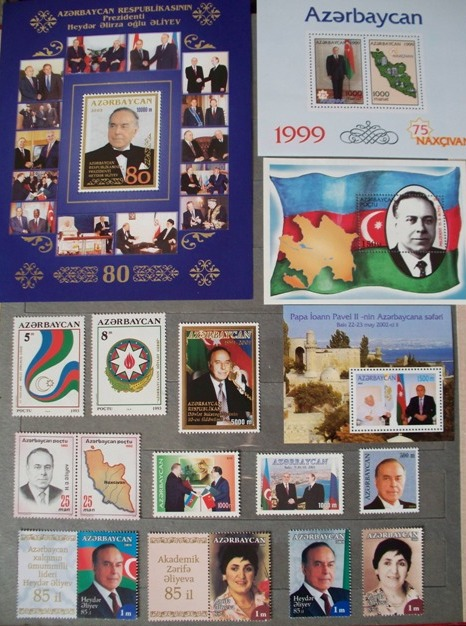
Поштові марки Азербайджану

Після здобуття незалежності в Азербайджані з'явилася необхідність у випуску власних знаків поштової оплати. З 4 березня по жовтень 1992 пошта Азербайджану використовувала радіомаркі СРСР номіналами в 40, 50 копійок і 3,50 рубля як поштових.
26 березня 1992 в обіг надійшла поштова марка «Проголошення незалежності», яка розглядається каталогами як перша марка незалежної Азербайджанської Республіки.
Існує більш рання марка «Каспійське море», виконана художником Юрієм Арціменевим, яка була видрукувана в Москві і випущена 2 лютого 1992, але не була в поштовому обігу. Пізніше, 7 травня 1992 року, у ній були зроблені надпечатки нових номіналів і назви держави.
Станом на лютий 2009 року, Азербайджанська Республіка як суверенна держава випустила допомогою компанії «Азермарка» Міністерства зв'язку та інформаційних технологій в цілому понад 750 марок, які можна віднести приблизно до 100 темах, включаючи політику, атрибути державної влади, видатних діячів, спорт, флору, фауну, архітектуру, історію та ін Крім того, «Азермарка» підготувала до випуску дев'ять авіаконвертов і одну поштову картку. У штаті компанії значилося 18 осіб, у тому числі один художник — Хасан А. Мірзоєв, який був автором азербайджанських марок починаючи з 1999 року.
Примітно, що на азербайджанських марках неодноразово з'являлися портрети діючого президента держави Гейдара Алієва.
За свідченням В. А. Новосьолова, Азербайджан у числі деяких інших пострадянських держав укладав в 1990-ті роки угоди із зарубіжними агентствами, такими як Міжурядова філателістична корпорація), і проводив сумнівну емісійну політику, підриваючи філателістичний престиж країни. У 1994—1997 роках Азербайджаном випускалося особливо велика кількість марок і блоків на найбільш популярні серед колекціонерів світу теми, які навряд чи призначалися безпосередньо для задоволення поштових потреб країни. Пізніше щорічне число випусків скоротилося до більш помірного рівня, і Азербайджан приєднався до участі в Системі нумерації ВАРФ з моменту заснування останньої у 2002 році.